# Унитарное пространство
Унитарное пространство — векторное пространство над полем комплексных чисел с положительно определённым эрмитовым скалярным произведением, комплексный аналог евклидова пространства.

## Определение
Эрмитовым скалярным произведением в векторном пространстве {\displaystyle \mathbb {L} } над полем комплексных чисел называется полуторалинейная форма {\displaystyle \langle \cdot ,\cdot \rangle :\mathbb {L} \times \mathbb {L} \to \mathbb {C} ,} удовлетворяющая дополнительному условию: 
- {\displaystyle (\forall \mathbf {x} ,\mathbf {y} \in \mathbb {L} )\ \langle \mathbf {x} ,\mathbf {y} \rangle ={\overline {\langle \mathbf {y} ,\mathbf {x} \rangle }},} где {\displaystyle \forall } — квантор всеобщности.

Другими словами, это означает, что функция {\displaystyle \langle \cdot ,\cdot \rangle :\mathbb {L} \times \mathbb {L} \to \mathbb {C} ,} удовлетворяющая следующим условиям:
- 1) линейность скалярного произведения по первому аргументу:

{\displaystyle \forall \mathbf {x_{1},x_{2},y} \in \mathbb {L} } и {\displaystyle \forall \alpha ,\beta \in \mathbb {C} } справедливы равенства:
{\displaystyle \langle \alpha \mathbf {x} _{1}+\beta \mathbf {x} _{2},\mathbf {y} \rangle =\alpha \langle \mathbf {x} _{1},\mathbf {y} \rangle +\beta \langle \mathbf {x} _{2},\mathbf {y} \rangle ;}
(иногда в определении вместо этого берут линейность по второму аргументу, что не принципиально, потому что за счёт условия {\displaystyle (\forall \mathbf {x} ,\mathbf {y} \in \mathbb {L} )\ \langle \mathbf {x} ,\mathbf {y} \rangle ={\overline {\langle \mathbf {y} ,\mathbf {x} \rangle }}} они равносильны)
- 2) эрмитовость скалярного произведения:

{\displaystyle \forall \mathbf {x} ,\mathbf {y} \in \mathbb {L} } справедливо равенство {\displaystyle \mathbf {\langle y,x\rangle ={\overline {\langle x,y\rangle }}} ;}
- 3) положительная определённость скалярного произведения:

{\displaystyle (\forall \mathbf {x} \in \mathbb {L} )} {\displaystyle \langle \mathbf {x} ,\mathbf {x} \rangle \in \mathbb {\mathbb {R} } } и {\displaystyle \langle \mathbf {x} ,\mathbf {x} \rangle \geq 0,} причём {\displaystyle \langle \mathbf {x} ,\mathbf {x} \rangle =0} только при {\displaystyle \mathbf {x=0} .}

## Свойства
- Над действительным пространством условие полуторалинейности эквивалентно билинейности, а эрмитовость — симметричности, и скалярное произведение становится положительно определенной билинейной симметричной функцией {\displaystyle \langle \cdot ,\cdot \rangle :\mathbb {L} \times \mathbb {L} \to \mathbb {R} }.
- Полуторалинейная форма {\displaystyle \langle \cdot ,\cdot \rangle } является эрмитовой тогда и только тогда[3], когда для всех векторов {\displaystyle x\in \mathbb {L} } функция {\displaystyle f(\mathbf {x} )=\langle \mathbf {x} ,\mathbf {x} \rangle } принимает только вещественные значения.

## Отличия от евклидова пространства
Унитарные пространства обладают всеми свойствами евклидовых пространств, за исключением четырёх отличий:
1. {\displaystyle (\mathbf {x} ,\alpha \mathbf {y} )={\overline {\alpha }}(\mathbf {x} ,\mathbf {y} );}
2. неравенство Коши — Буняковского: {\displaystyle \left|\mathbf {(x,y)} \right|^{2}\leqslant \mathbf {(x,x)(y,y)} ;}
3. понятие угла не имеет содержательного смысла;
4. Матрица Грама {\displaystyle \Gamma (f)=f^{T}f} системы векторов {\displaystyle f} является эрмитовой {\displaystyle \Gamma =\Gamma ^{*}.}